# Brand New Music
Brand New Music (hangeul : 브랜뉴 뮤직, aussi stylisé BrandNew Music et raccourci BNM) est un label discographique sud-coréen de hip-hop, et une agence artistique basé à Gangnam-gu, Séoul. Il est fondé en 2011 par le rappeur Rhymer.

## Histoire

### Débuts (2013–2012)
Kim Se-hwan (hangeul: 김세환), connu sous le nom de Rhymer, fonde le label IC Entertainment en 2003 après avoir eu du mal à établir une carrière en tant que rappeur depuis ses débuts en 1995,. Le label a plus tard changé son nom en Brand New Production. En 2009, Brand New Production fusionne avec Future Flow, un label tenu par le rappeur et producteur Cho PD. Les deux compagnies combinées donnent naissance à Brand New Stardom,.
Brand New Stardom se sépare en deux compagnies en 2011, avec Cho PD qui créera Stardom Entertainment et Rhymer qui créera Brand New Music. Les artistes Verbal Jint, Tae Hye Young, BNR, Keeproots, A-Man et Miss $ ont préféré suivre Rhymer et son nouveau label,. Après la séparation de Brand New Stardom en 2011, Stardom Entertainment attaque Brand New Music en justice, déclarant qu'Oh Yoo-mi, une membre de Miss $, était toujours sous contrat avec Stardom. Selon Brand New Music, les deux compagnies avaient auparavant convenu qu'« aucune des deux compagnies ne restreindrait les activités de Miss $ ».
Brand New Music sort fin 2012 sa première collaboration entre les artistes du label, Happy Brand New Year. Verbal Jint, Phantom, As One, Miss $, Swings, Shijin et Bumkey ont tous contribué au single. Il atteint la 24e place du Gaon Digital Chart coréen.

### Nouveaux participants (depuis 2013)
En janvier 2013, Brand New Music lance sa propre web TV, appelée Brand New Live. Cet été, le rappeur San E quitte le grand label JYP Entertainment et rejoint Brand New Music. Il devient l'un des artistes les plus récompensés du label et l'un des rappeurs coréens avec le plus de succès dans les médias,.
Début 2014, le label sort sa seconde collaboration appelée You Make Me Feel Brand New, avec Verbal Jint, San E, Bumkey, Kanto, Swings et Phantom. Le morceau sample la chanson américaine sortie en 1974 qui s'appelle aussi You Make Me Feel Brand New par The Stylistics. La chanson a atteint la 13e place sur le Gaon Digital Chart. Plus tard dans la même année, le chanteur de RnB C-Luv (maintenant connu comme Taewan) rejoint le label, ayant débuté 10 ans auparavant sous le label de Rhymer, Brand New Production. Quelques mois plus tard, le rappeur Swings quitte le label pour se concentrer sur sa propre maison de disques Just Music Entertainment. En décembre, le label sort Brand New Day, sa troisième collaboration où Verbal Jint, San E, Phantom, As One, P-Type, Taewan, Kang Min Hee (de Miss $), Kanto, Champagne & Candle, Da Il Yang et DJ IT participent. La chanson a atteint la 30e place du Gaon Digital Chart. L'année s'est terminée sur l'accusation de Bumkey du groupe Troy pour la vente illégale de drogues. Bumkey nie les accusations et est déclaré non coupable lors de son procès l'année suivante,.
Plusieurs artistes rejoignent Brand New Music en 2015, notamment Eluphant, MC Gree, Pretty Brown et l'une des participantes d'Unpretty Rapstar 2, KittiB,,,. Brand New Music sort sa quatrième collaboration, Heat It Up, en décembre. Elle fait participer San E, Verbal Jint, Bumkey, Hanhae, Kanto, Kang Min Hee, Yang Da Il et Candle.
2016 assiste à l'arrivée de nouveaux artistes, notamment Esbee, Chancellor et l'acteur Yang Dong-geun qui rappe sous le nom de YDG,,.

## Groupes et artistes

### Artistes solos
- Rhymer
- Verbal Jint
- San E
- P-Type
- Taewan
- Bizniz
- Candle
- iWILL (connu auparavant comme Champagne)
- Yang Da Il
- DJ IT
- DJ Juice
- MC Gree
- KittiB
- Esbee
- YDG (YDG est aussi signé chez Polaris Entertainment pour ses activités en tant qu'acteur)
- Chancellor (Chancellor produit de la musique sous son propre label, Duble Kick Entertainment)

### Duos et groupes
- AB6IX
- TROY (Jaewoong, Changwoo, Bumkey et Kanto)
- As One (Min et Crystal)
- Miss $ (Jace et Kang Min Hee)
- Eluphant (Kebee et Minos)
- Pretty Brown (Kim Hyun-joong et Goo In-hwe)
- BDC
- YOUNITE

### Producteurs
- MasterKey (membre de B.N.R.)
- Assbrass
- Dong Ne-hyeong (hangeul: 동네형)
- Won Young-heon (hangeul: 원영헌)
- Kiggen
- Lish Beats
- 9999
- Xepy
- Mun Seung-jae (hangeul: 문승재)

### Anciens artistes
- Tae Hye Young et Oh Yumi (ex-membres de Miss $)[28]
- J'kyun (actuellement sous YMC Entertainment en tant que membre de Lucky J)[29]
- Swings (actuellement sous son propre label, Just Music Entertainment)[15]
- Enjel (vrai nom: Chae Eun Jeong; actuellement sous 디딤531)[30]
- A-Man
- Keeproots
- Annie K
- Icon
- Koffee
- The Note
- Skull
- VIP
- Sijin
- H
- Phantom (co-managé avec RBW)